# Birgitta Albons
Birgitta Albons, född 23 juni 1943 i Bromma församling i Stockholm, död 24 juni 2007 i Engelbrekts församling i Stockholm, var en svensk journalist och sjuksköterska.
Birgitta Albons studerade 1968–1969 i USA och var verksam som journalist vid Smålands Allehanda 1961, Dagens Nyheter 1962, frilansade 1963–1971 i USA och Hongkong och sedan 1971 vid Dagens Nyheter. Tillsammans med maken rapporterade hon om det framväxande motståndet mot Vietnamkriget. Palestinafrågan engagerade henne också. Hon tog tjänstledigt, tog sjuksköterskeexamen 1983 och arbetade från 1984 som sjuksköterska, vid Palestinska Röda halvmånen från 1986.
Albons var dotter till disponent Åke S. Albons och Solveig Hollberg. Hon var 1963–1978 gift med journalisten Sven Öste (1925–1996); därefter var hon från 1991 till sin död sambo med scenografen Sören Brunes (1938–2016). Paret är gravsatt på Norra begravningsplatsen utanför Stockholm.